# Tongde
För andra betydelser, se Tongde (olika betydelser).
Tongde är ett härad i den autonoma prefekturen Hainan i Qinghai-provinsen i västra Kina.
1. ↑  http://www.geohive.com/cntry/CN-63_ext.aspx